# Gennadi Alexandrowitsch Sutschkow
Gennadi Alexandrowitsch Sutschkow (russisch Геннадий Александрович Сучков; * 7. Januar 1947 im Dorf Mitropolje, Oblast Gorki; † 7. August 2013 in Moskau) war ein russischer Admiral. Er kommandierte die Pazifikflotte (2001) und die Nordflotte (2001–2003).

## Leben
Sutschkow studierte von 1964 bis 1969 an der Frunse Seeoffiziershochschule in Leningrad. Er begann seine Offizierslaufbahn als Kommandeur der Torpedogruppe des Mine/Torpedo-Gefechtsabschnittes (GA-3) auf einem U-Boot der Nordflotte. Anschließend wurde er von 1970 bis 1972 Gefechtsabschnittskommandeur, Erster Offizier und nach Absolvieren höherer Offizierslehrgänge im Juli 1978 Kommandant eines U-Bootes. 1983 absolvierte er die Seekriegsakademie N. G. Kusnezow, wurde Stabschef der 42. Spezialbrigade großer U-Boote und anschließend als Kommandeur dieser Brigade eingesetzt. Er kommandierte ab Februar 1992 das 4. U-Bootgeschwader der Nordflotte, wurde im Januar 1994 Chef der Garnison Sewastopol sowie gleichzeitig Erster Stellvertreter des Kommandeurs der Schwarzmeerflotte und ab 1998 dessen Stellvertreter.
Im Juli 2001 fand er als Kommandeur der Pazifikflotte und ab 4. Dezember 2001 als Kommandeur der Nordflotte Verwendung. Er löste Admiral Popow ab, der aufgrund des Untergangs der Kursk vom Dienst suspendiert worden war. Am 21. Februar 2002 erfolgte seine Ernennung zum Admiral. Am 11. September 2003 wurde Sutschkow per Verordnung des Präsidenten der Russischen Föderation wegen des Menschenleben fordernden Unfalls des U-Bootes K-159 seines Postens entbunden. Das ausgemusterte Schiff sank am 30. August bei der Fahrt zur Abwrackwerft. Nach der Untersuchung des Vorfalls verurteilte ihn das Militärgericht der Nordflotte zu vier Jahren Freiheitsentzug mit zwei Jahren Bewährung. Er selbst bekannte sich nie schuldig.
Ab Mitte April 2005 wurde er Berater des Verteidigungsministers Iwanow in Fragen der Seekriegsflotte. Ab Dezember 2007 war er Präsident der Internationalen Assoziation gesellschaftlicher Organisationen der Veteranen der Flotten und U-Boot-Fahrer.
Sutschkow war verheiratet und hatte zwei Söhne. Er starb nach langer Krankheit in einem Moskauer Militärkrankenhaus und wurde auf dem Friedhof Trojekurowo bestattet.

## Auszeichnungen
- Orden des Roten Sterns
- Orden „Für den Dienst am Vaterland in den Streitkräften der UdSSR“ 3. Klasse
- Orden der Freundschaft[1]
- Weitere Medaillen
- Ehrenbürger Poljarnys